# Русско-Высоцкое сельское поселение

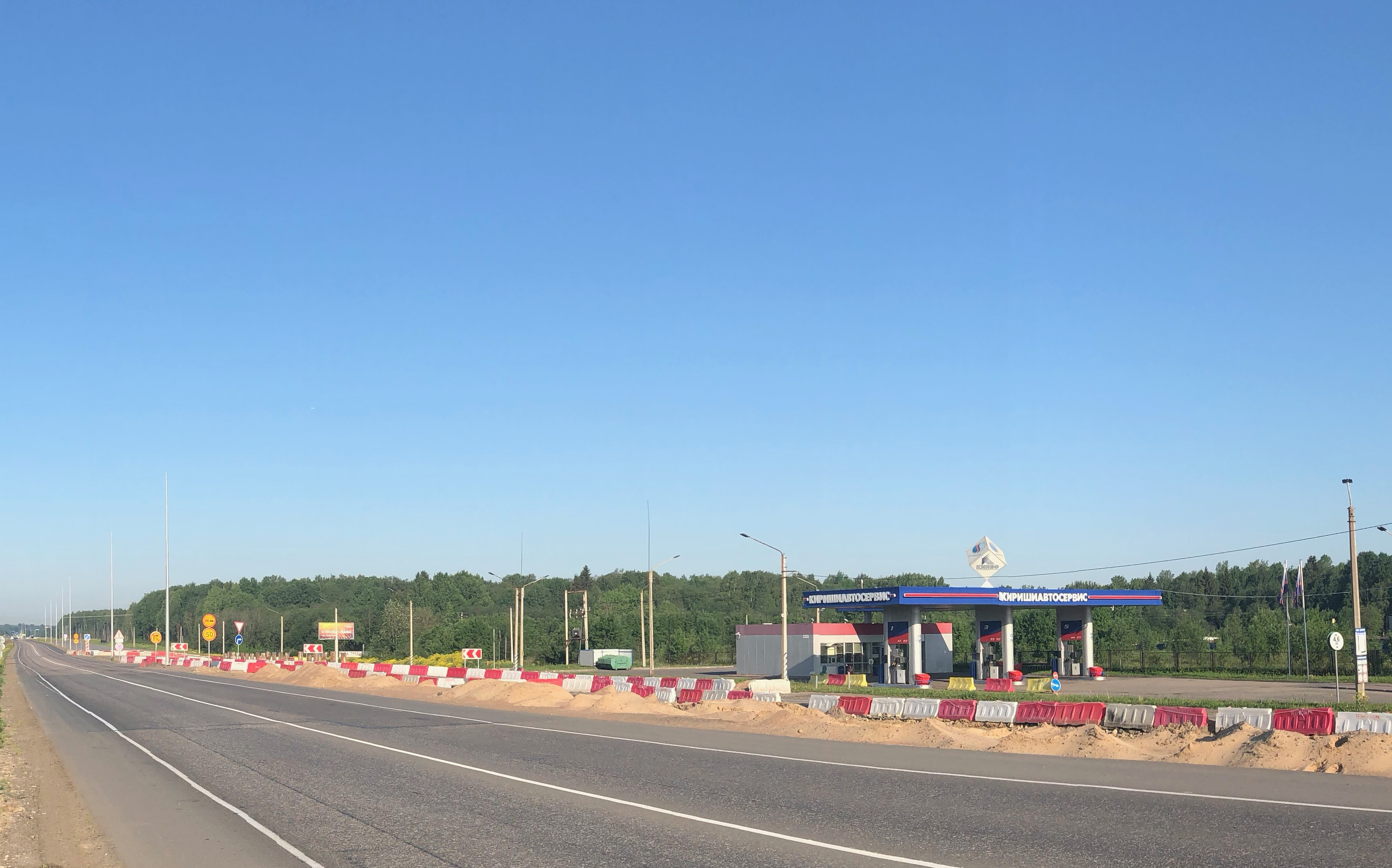
АЗС на автодороге «Нарва»

Ру́сско-Высо́цкое се́льское поселе́ние — муниципальное образование в Ломоносовском районе Ленинградской области.
Административный центр — село Русско-Высоцкое.

## Географические характеристики
Русско-Высоцкое сельское поселение расположено в пределах ледниковой равнины северной краевой части Ижорского плато, на склоне Балтийско-Ладожского глинта. Ландшафт представляет собой холмистую равнину. Грунты преобладают супесчаные и глинистые. Преобладающая мощность рыхлых грунтов 1—5 м, под ними находятся скально-щебёночные и глинистые грунты. Грунтовые воды залегают на глубине 0,2—0,6 м. Территория Русско-Высоцкого сельского поселения расположена в юго-восточной части МО Ломоносовский муниципальный район.
- с севера Русско-Высоцкое сельское поселение граничит с Ропшинским сельским поселением,
- с востока — с Лаголовским сельским поселением,
- с юга — с Гатчинским муниципальным округом,
- с запада — с Кипенским сельским поселением.

По территории поселения проходят автодороги:
- А180 «Нарва» (E 20) (Санкт-Петербург — Ивангород — граница с Эстонией)
- 41К-630 (Подъезд к дер. Телези)
- 41К-631 (Подъезд к птицефабрике «Русско-Высоцкая»)

Расстояние от административного центра поселения до районного центра — 55 км.
На территории Русско-Высоцкого сельского поселения отсутствуют разведанные запасы полезных ископаемых.

## Климат
Климат — атлантико-континентальный, близкий к морскому, с умеренно тёплым, влажным летом и довольно продолжительной, умеренно холодной зимой. Многолетняя среднегодовая температура: +4,3°С.
Зима продолжается 5 месяцев, средняя многолетняя зимняя температура: −7,7°С. Устойчивые морозы наступают в конце ноября, начале декабря и продолжаются от 150 до 170 дней. Средняя температура самых холодных месяцев — января и февраля составляет −9,0°С, а абсолютного минимума температура достигает в феврале: −35,0°С.
Началом лета считается июнь, когда воздух прогревается до +15°С. Абсолютный максимум приходится на июль, когда температура доходит до +32°С. Продолжительность летнего периода три месяца, средняя многолетняя летняя температура: +17,8°С. Продолжительность безморозного периода: 190—210 дней.
Средне-годовая норма осадков: 673 мм. Ветра в течение года преобладают северо-восточных и северо-западных направлений, средняя скорость ветров: 4-6 м/сек. Характерны густые и продолжительные туманы в ночное и утреннее время.

## История
Впервые село Высоцкое упоминается в «Переписной окладной книге Водской пятины» 1500 года, как деревня «Высокое на Дудорове».
В августе 1927 года был образован Урицкий район Ленинградской области, в состав которого вошёл Русско-Высоцкий сельсовет Ропшинской волости Гатчинского уезда.
19 августа 1930 года по постановлению президиума Леноблисполкома Урицкий район был ликвидирован и Русско-Высоцкий сельсовет вошел в состав вновь образованного Ленинградского Пригородного района.
19 августа 1936 года Ленинградский Пригородный район был ликвидирован и Русско-Высоцкий сельсовет был передан в состав вновь образованного Красносельского района.
По указу Президиума Верховного Совета СССР от 14 декабря 1955 года Русско-Высоцкий сельсовет вошёл в состав Ломоносовского района. По указу Президиума Верховного совета СССР от 1 февраля 1963 года Ломоносовский район был ликвидирован и сельсовет был передан в Гатчинский район. 12 января 1965 года вновь был образован Ломоносовский район и решением Леноблисполкома от 13 января 1965 года в состав Ломоносовского района вошёл Русско-Высоцкий сельсовет.
В соответствии с распоряжением мэра Ломоносовского района № 2-к от 9 декабря 1991 года на основании ст. 30 п. 1 Закона «О местном самоуправлении в РСФСР» и, была образована Русско-Высоцкая администрация (мэрия) и назначен глава администрации (мэр).
По указу Президента Российской Федерации от 9 октября 1993 года № 1617 «О реформе представительных органов власти и местного самоуправления в Российской Федерации» и в соответствии с распоряжением мэра Ломоносовского района № 165-р от 10 октября 1993 года прекращена деятельность Русско-Высоцкого сельского Совета, его функции стала выполнять администрация Русско-Высоцкого сельсовета. В соответствии с распоряжением мэра Ломоносовского района № 45 от 28 января 1994 года «Об изменениях административно-территориального устройства Ломоносовского района» и распоряжением главы администрации Русско-Высоцкого сельсовета, административно-территориальная единица Русско-Высоцкий сельсовет переименована в Русско-Высоцкую волость. В состав административно-территориальной единицы Русско-Высоцкая волость входят: деревни Коцелово, Михайловка и Мухоловка, село Русско-Высоцкое, деревни Телези и Яльгелево.

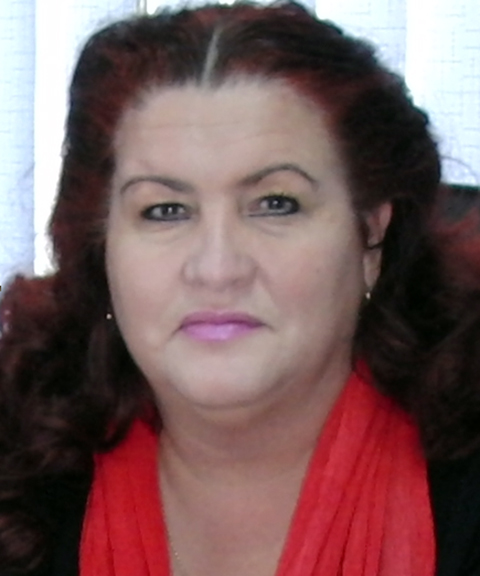
Л. И. Волкова — глава Русско-Высоцкого сельского поселения

На основании Областного закона № 117-оз от 24 декабря 2004 года «Об установлении границ и наделении соответствующим статусом муниципального образования Ломоносовский муниципальный район и муниципальных образований в его составе» на части территории Русско-Высоцкой волости образовано муниципальное образование Русско-Высоцкое сельское поселение Ломоносовского муниципального района Ленинградской области. В состав МО Русско-Высоцкое сельское поселение входят село Русско-Высоцкое и деревня Телези.
С 1 января 2010 года МО Русско-Высоцкое сельское поселение возглавляет Лариса Ивановна Волкова, которая, в соответствии с уставом муниципального образования исполняет обязанности главы администрации.

## Население
| 2006  | 2007  | 2010  | 2011  | 2012  | 2013  | 2014  |
| ----- | ----- | ----- | ----- | ----- | ----- | ----- |
| 5300  | →5300 | ↗5680 | ↘5663 | ↘5628 | ↘5596 | ↘5574 |
| 2015  | 2016  | 2017  | 2018  | 2019  | 2020  | 2021  |
| ↘5530 | ↘5501 | ↘5455 | ↗5480 | ↘5460 | ↘5432 | ↘5330 |
| 2023  | 2024  | 2025  |       |       |       |       |
| ↘5283 | ↗5359 | ↘5348 |       |       |       |       |

## Состав сельского поселения
| № | Населённый пункт | Тип населённого пункта       | Население    |
| - | ---------------- | ---------------------------- | ------------ |
| 1 | Русско-Высоцкое  | село, административный центр | ↗4937 (2021) |
| 2 | Телези           | деревня                      | ↘231 (2017)  |

## Символика
20 июля 2009 года в Государственный геральдический регистр Российской Федерации внесены герб и флаг муниципального образования Русско-Высоцкое сельское поселение.
Лев горностаевой расцветки взят из герба прошлого владельца территории графа Г. Г. Орлова. Серебряная полусфера, на которой стоит лев, обозначает то, что поселение расположено на возвышенности. Головы петуха по обе стороны ото льва обозначают птицеводство — специализацию основного предприятия села. Нижний пояс из цветов фиалки обозначает местную флору.